# Afat
L'afat és el sisè sentit segons la filosofia de Ramon Llull; «és aquela potència ab la qual animal manifesta ab la vou a altre animal la sua concepció». Llull fa dependre l'afat del sentit comú i no el cenyeix a l'ésser humà sino que l'estén també a tots els animals. Per ell, l'afat no és la parla, és comunicació i tot allò que fa que els éssers animats puguin comunicar.

## Aproximació a l'afat
Llull defensa que l'afat és un sentit, però contràriament als altres sentits, només en té el caràcter actiu, és a dir, no depèn
necessàriament de cap estímul físic per entrar en acció. Es tracta d'un sentit que no té "línia sensada" que transformi un estímul exterior en sensació, un sentit que no ha de restar passiu a l'espera dels estímuls.
Llull aborda aspectes cognitius de l'afat: fa dependre la parla de la potència sensitiva (el sentit comú), perquè l'objectiu d'aquest sisè sentit és la manifestació d'una inquietud, la necessitat de comunicació; per tant, la parla també pot dependre d'un input imaginatiu, interior. Així doncs, l'afat és un sentit amb una doble activació: la sensorial i la imaginativa. De tota manera, Llull admet que la causa sempre és externa, encara que hi intervingui la imaginació, perquè, tenint en compte la teoria escolàstica del coneixement sensible, abans que es produeixi la parla la funció estimativa del cervell compara les dades generades per la fantasia imaginativa amb les dades reals, proporcionades pels sentits o emmagatzemades a la memòria a causa d'experiències anteriors.
Llull creu que els cinc sentits tradicionals proporcionen dades massa disperses per ser copsades per la ment. Cal doncs una facultat unificadora, l'afat, per a atorgar un concepte a la varietat de sensacions i poder-les comunicar veraçment mitjançant la paraula, cosa que relaciona l'estudi de l'afat amb la principal empresa que Llull tingué a la seva vida: fer que els infidels es convertissin després de sentir la predicació assistida per l'Art lul·liana.
S'ha de tenir en compte que, si Llull considerava l'afat el sisè sentit, era pel seu entusiasme. Per a la societat actual, les proves amb les quals Ramon Llull pretenia demostrar-ho són totalment inadequades. Aspectes com que l'òrgan
de l'afat sigui la llengua i que el del gust s'hagi de desplaçar al paladar, o raonaments del tipus «si affatus no fos sentit...» fan que la de Llull no sigui una bona demostració.
Malgrat tot, el Llibre de l'affatus es considera una obra interessant en la història de la lingüística perquè Llull incorpora certs temes al seu estudi que es poden relacionar amb els corrents mentalistes de la lingüística. A més, per la influència de les aportacions (sobretot en medicina) i metodologia àrabs, tracta aspectes físics que intervenen en la producció del llenguatge.

## Integració de l'afat a l'Art
Quan
Llull desenvolupa la teoria ternària de l'home (dins
del que es coneix com a «etapa ternària de Llull», entre 1290 i
1308), no en té prou que
aquest sigui només la
suma d'ànima i matèria, sinó que li adjudica pluralitat de formes
(potències). En el cos humà hi domina la potència imaginativa, que
relaciona l'aprehensió dels sentits amb la comprensió cognitiva.
Per sota hi ha la potència sensitiva (comparable al sentit comú
actual), que és la que estudia el Llibre de l'affatus
. El llenguatge (i la reflexió a l'entorn del
llenguatge) ajuda Llull a l'hora de fonamentar el seu Art.
A aquest efecte, Llull utilitza un mecanisme en el qual cada
principi té els seus correlatius: els primers són els de potència,
agent o forma, representats amb adjectius amb la terminació -tiva
(en llatí) ; els
segons, els d'objecte, pacient o matèria, representats amb adjectius
amb la terminació -bilia; i finalment els d'acte, que Llull
representa amb la terminació d'infinitiu -are i que fan de
connexió entre els dos anteriors.
Com
que «Llull basa l'Art en el món real»,
que ell veu simple, entenedor i universal, estén aquesta
universalitat a l'ànima racional, creadora de construccions
intel·lectuals i místiques que permeten unir raó i fe. Llull pretén que aquesta unió "onto-teo-lògica"
faci que l'Art es pugui utilitzar en qualsevol disciplina i
que l'ésser humà, mitjançant l'enteniment i la voluntat actuant
conjuntament, pugui ascendir cap a Déu; manté
una posició semblant a la de sant Tomàs d'Aquino: "el fi últim
de tot és el principi primer de tot, és a dir, Déu", o bé,
si hi afegim l'Art lul·liana: "Déu ens dona el saber
per a la salvació".

## Persuasió
Encara que el fervor místic de Llull fa que algunes obres siguin complicades d'entendre,
ell mateix proposava claredat i simplicitat. D'altres obres (Ars
notatoria,
De significatione,
etc.) en mostren la preocupació per la bona construcció del
llenguatge. Per a Ramon Llull el fet lingüístic
(que es pot fer correspondre amb l'afat)
és essencialment comunicació, és a dir, la pragmàtica és el més
important per a l'escriptor i
el predicador, que han
de saber posar la veritat a les seves obres amb la intenció que els
qui les
llegeixin
o escoltin
reaccionin convertint-se a la fe cristiana. Dit
d'una altra manera, mitjançant
l'afat
s'aconsegueix a fer sensibles les persones per l'oïda.